# Yukidori-toride Yama
Yukidori-toride Yama är ett berg i Antarktis. Det ligger i Östantarktis. Norge gör anspråk på området. Toppen på Yukidori-toride Yama är 1 749 meter över havet, eller 168 meter över den omgivande terrängen. Bredden vid basen är 4,8 km.
Terrängen runt Yukidori-toride Yama är huvudsakligen platt, men österut är den kuperad. Trakten är obefolkad. Det finns inga samhällen i närheten.